# Marcelo Ferrari
Marcelo Pires Ferrari (Rio de Janeiro 5 de junho de 1989) é um ator e cantor brasileiro que ficou mais conhecido após interpretar Martim em Julie e os Fantasmas. Após protagonizar BARK, ganhou destaque como Ator Revelação de 2010 pelo Estadão na coluna de Ubiratan Brasil. O ator tem a maior parte do seu trabalho no teatro musical.

## Biografia e carreira
A partir dos 8 anos de idade, Marcelo Ferrari estudou interpretação, canto e dança na Escola Livre de Artes Cênicas do Teatro Municipal de Santos. Iniciou seu bacharelado em teatro em São Paulo, pela Universidade Anhembi Morumbi. Participou do curso musical "TeenBroadway". Estudou canto e dança na Escola de Ballet Cisne Negro e Studio 3. Também estudou canto no Rio de Janeiro e dança e sapateado, no Centro de Arte Nós da Dança. Em 2014, o ator sofreu um acidente, quebrando uma perna três semanas antes de sua estreia em Rita, o Musical.

## Filmografia
| Ano       | Título               | Papel  | Nota             |
| --------- | -------------------- | ------ | ---------------- |
| 2011-2012 | Julie e os Fantasmas | Martim | Elenco principal |

## Teatro
| Ano  | Título                                             | Papel            | Nota                                 |
| ---- | -------------------------------------------------- | ---------------- | ------------------------------------ |
| 2010 | Hair                                               |                  |                                      |
| 2013 | Shrek, o Musical                                   | Pinóquio         |                                      |
| 2013 | Cazuza - Pro Dia Nascer Feliz, o Musical           | Dé Palmeira      |                                      |
| 2014 | Rita, O Musical                                    | Maurício         |                                      |
| 2015 | Chacrinha, O Musical                               |                  | (Rio de Janeiro)                     |
| 2016 | O Primeiro Musical a Gente Nunca Esquece           |                  | Theatro Net Rio                      |
| 2016 | Tudo ao Contrário - A Cena em Prol da Vida         | playboy          | Teatro Carlos Gomes (Rio de Janeiro) |
| 2016 | 60! Década de Arromba - Doc. Musical               |                  |                                      |
| 2017 | American Idiot (musical)                           |                  | Theatro Net Rio                      |
| 2017 | Tudo ao Contrário 2                                |                  |                                      |
| 2017 | 2 Filhos de Francisco, O Musical                   | Cover de Luciano | Teatro Cetip                         |
| 2023 | Além do Ar - Um Musical Inspirado em Santos Dumont | mecânico         | Teatro Opus Frei Caneca              |